# غودياسكو (بافيا)
غودياسكو (بالإيطالية: Godiasco)‏ هي بلدة تقع في مقاطعة بافيا بإقليم لومبارديا في شمال إيطاليا. تبلغ مساحة هذه المدينة 20.6 (كم²)، وترتفع عن سطح البحر 196 م، بلغ عدد سكانها 2968 نسمة في عام 2004 حسب إحصاء المعهد الوطني للإحصاء.

## السكان
في سنة 1861 بلغ عدد السكان 1٬805 نسمة، وتطور العدد ليصل في سنة 2011 لـ 3٬130 نسمة.
يظهر هذا المخطط البياني تطور النمو السكاني لـ غودياسكو (بافيا)